# Pansarbandvagn 301
Der Pansarbandvagn 301 (Pbv 301) ist ein schwedischer Schützen- und Transportpanzer aus den späten 1950er-Jahren.

## Geschichte
Der Pansarbandvagn 301 basierte auf dem Chassis des Stridsvagn m/41, der Ende der 1950er-Jahre als veraltet eingestuft und deshalb ausgemustert wurde. Das Fahrgestell des m/41 konnte aber für den Pbv 301 verwendet werden. Im Juni 1959 wurden von der schwedischen Armee zehn Vorserienfahrzeuge bestellt – drei wurden von AB Landsverk und sieben von Hägglund und Söner gebaut. Letztlich erhielt 1961 Hägglund & Söner den Zuschlag, den Pbv 301 zu produzieren. Bis zum April 1963 waren alle Fahrzeuge ausgeliefert. Der Pbv 301 blieb bis zum Anfang der 1970er-Jahre im Dienst. Ersetzt wurde der Panzer vom Pansarbandvagn 302.
Der Truppentransportpanzer war mit der 20-mm-Maschinenkanone m/45B von Bofors bewaffnet, die auch im schwedischen Jagdflugzeug Saab 21R verwendet wurde. Der Panzer hatte zwei Mann Besatzung und konnte acht Soldaten mit Ausrüstung im Innenraum transportieren.

## Versionen

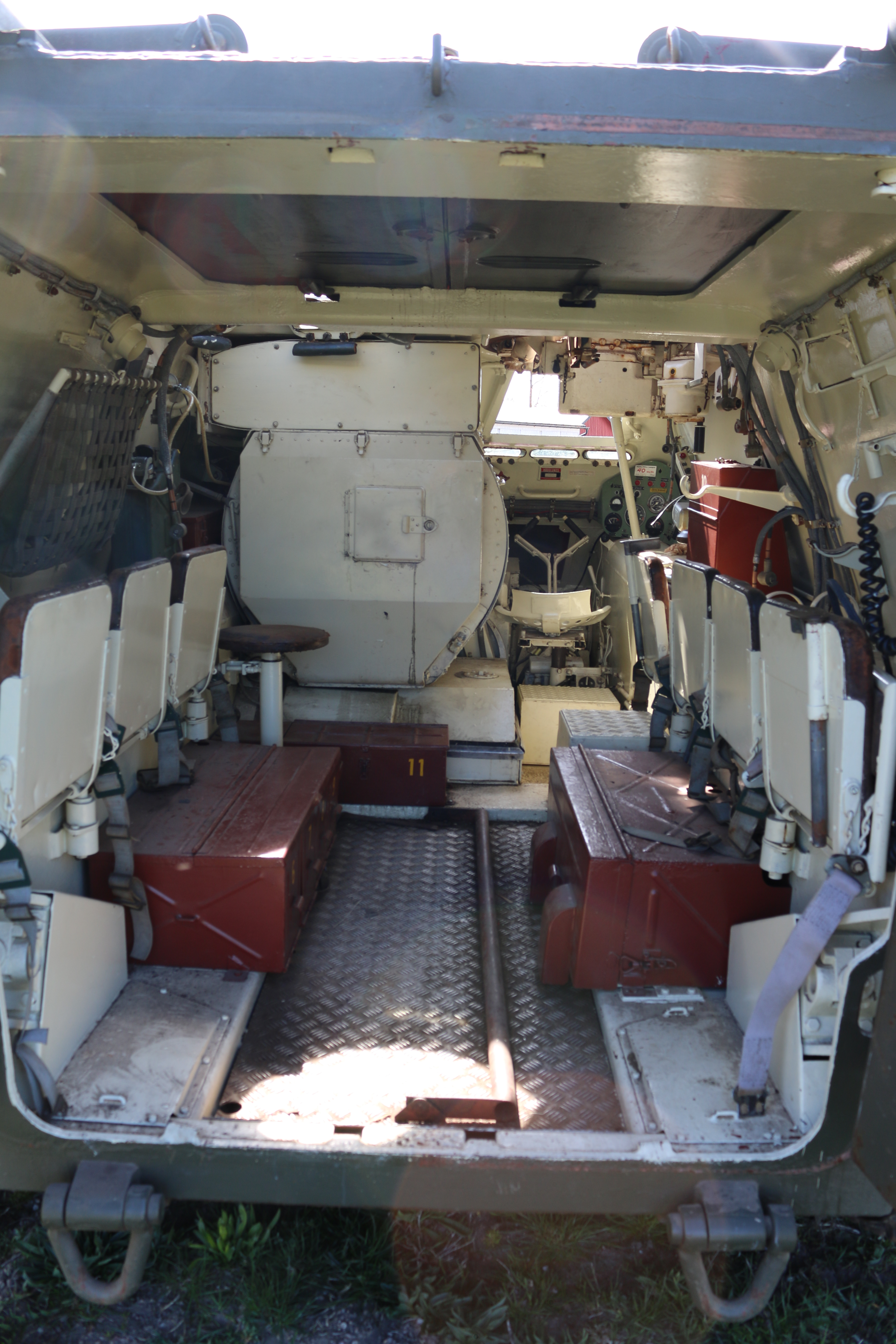
Innenraum eines Pbv 301

Insgesamt wurden 185 Pansarbandvagn 301 hergestellt, von denen 150 Panzer zur Standardvariante Pbv 301 zählten. Zwei weitere Varianten existierten:
- Stridsledningspansarbandvagn 3011 (Slpbv 3011, 20 Einheiten): Kommandofahrzeug
- Eldledningspansarbandvagn 3012 (Epbv 3012, 15 Einheiten): Artilleriebeobachtungsfahrzeug